# 집단행동
집단행동(集團行動, Collective behavior)은 기존의 사회 규례(법, 관습)를 따르지 않고 자발적인 방법으로 나타나는 사회적 과정이자 사건을 의미한다. 군중행동(群衆行動)이라고도 한다.
군중심리는 군중행동의 양식에 따라 여러 갈래로 변한다. 우발적으로 사고현장 같은 곳에 모이는 사람들을 '군중'이라고 하지만 음악회나 운동경기에 모이는 군중(群衆)은 '회중(會衆)'이라고 한다. 군중행동으로서 가장 일반적인 것은 행동에 강렬한 감정이 수반되는 '몹(mob)' 행동이다. '몹'은 공격적인 군중의 상태이며 그 행동은 파괴적인 것이 특징이다.(1) 가장 공격성이 강한 것은 린치같은 군중행동이다. 미국 남부에서 백인이 흑인에게 가하는 린치 또는 일본의 관동 대지진 당시 일본인의 한국인 대학살 등이 이 예에 속한다.(2) 공격의 목적이 물질의 약탈에 있는 경우가 있다.(3) 강렬한 감정이 격렬한 동작으로서 표현된다. 종교적 황홀상태나 주석에서의 소란이 그 예이다.(4) '몹' 중에서도 그 성원에게 위험을 가져오는 상황에서 도망하려는 군중상태를 '패닉(panic)'이라고 한다. '패닉'은 현실 또는 현실이 아닌 위험에 직면한 군중의 혼란상태이며 도피적이고. 방위적인 동시에 파괴적이기도 하다. 열차사고의 경우 승객이 공포감 때문에 판단력을 잃고 선로(線路) 위에 뛰어내려 반대방향에서 오는 열차에 깔려 죽는 것 같은 것이 이 '패닉'의 심리를 잘 설명해주고 있다. 극장에서 화재가 일어났을 때 많은 사람이 단 한 개의 문으로 몰려 많은 희생자를 내는 경우도 이에 해당한다. '패닉'의 유명한 예로서는 1938년 미국에서 '화성으로부터의 침입'이라는 라디오 드라마로 인해서 일어난 것이 있다. 라디오 드라마를 뉴스로 착각한 사람들이 교외로 대피하거나 낮부터 문을 안으로부터 걸어 잠그고 서로 전화로 안부를 묻는 등의 소동이 벌어졌는데 이 '패닉'에 휩쓸린 사람은 백만명이 넘었다.

## 같이 보기
- 편승 효과
- 집단 지성
- 대중조작
- 군중심리학
- 모럴 패닉
- 공황 구매
- 동조 압력
- 사회비교이론
- 침묵의 나선
- 시스템 과학